# 赫爾尼奧峰
43°10′16.99″N 2°9′5.69″W / 43.1713861°N 2.1515806°W

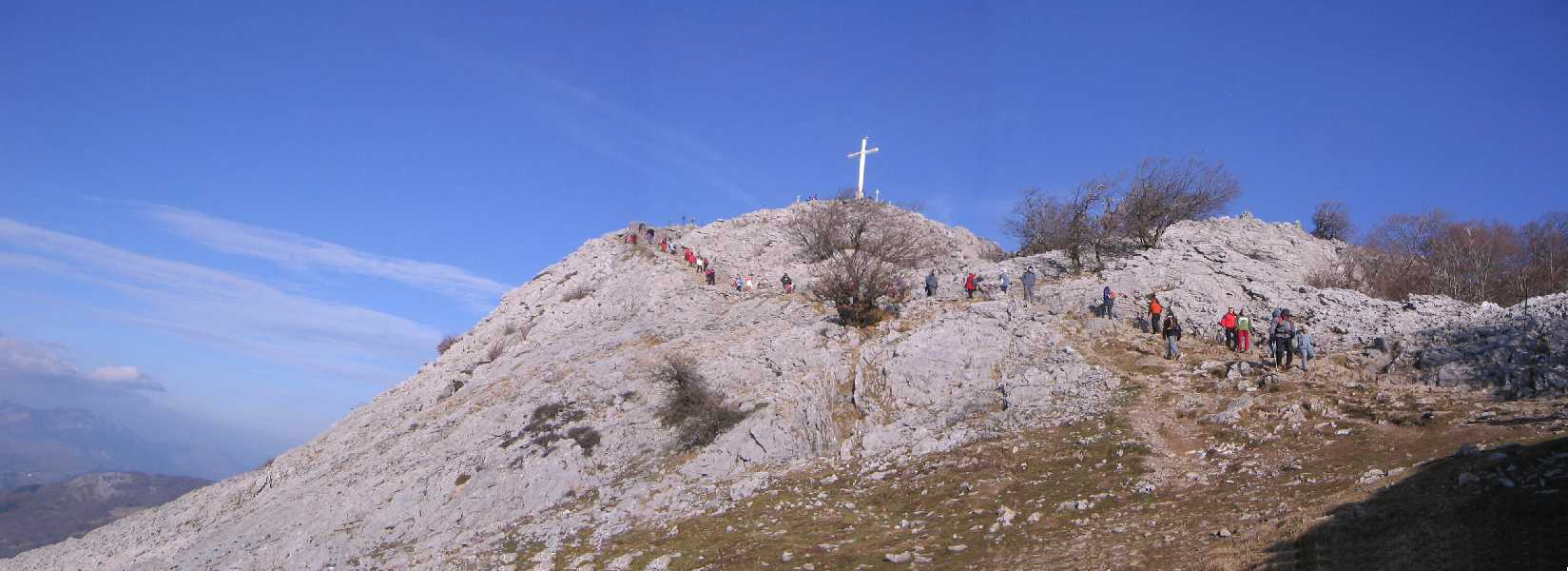

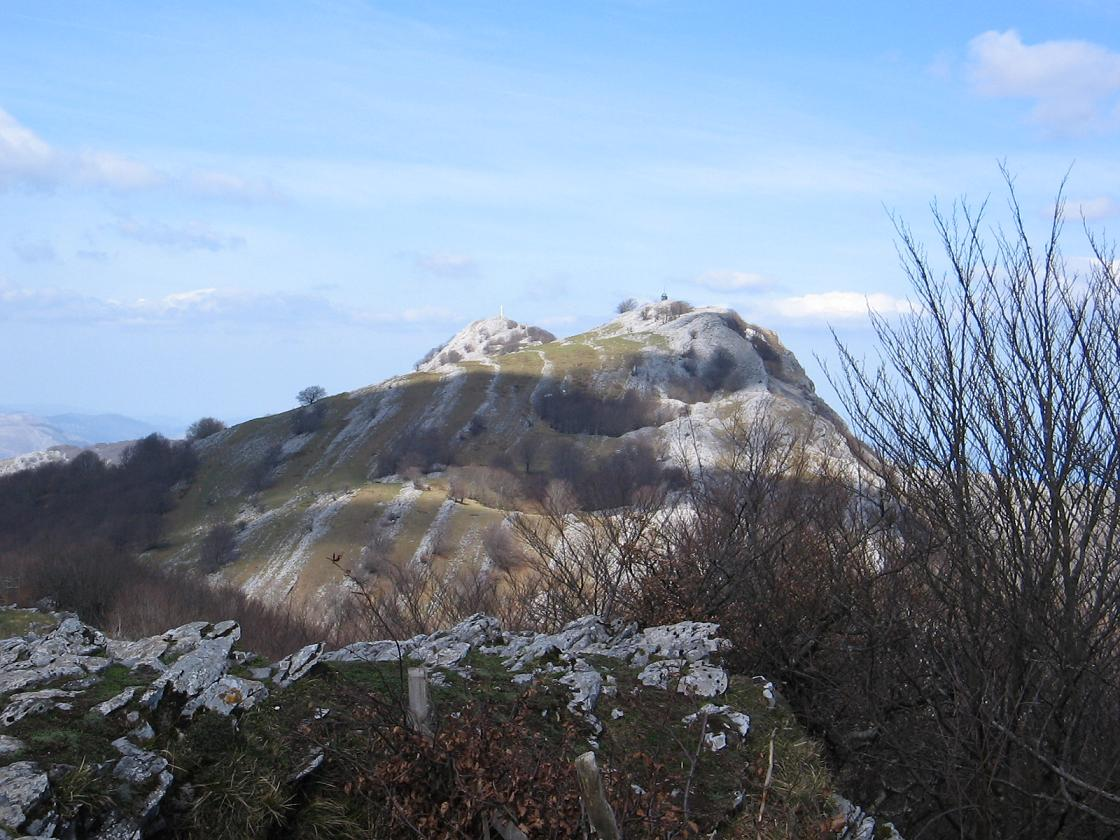

赫爾尼奧峰（西班牙語：Hernio），是西班牙的山峰，位於該國北部巴斯克地區，處於烏羅拉河和奧里亞河之間，屬於巴斯克山脈的一部分，海拔高度1,075米，山體由石灰岩組成。

## 參考資料

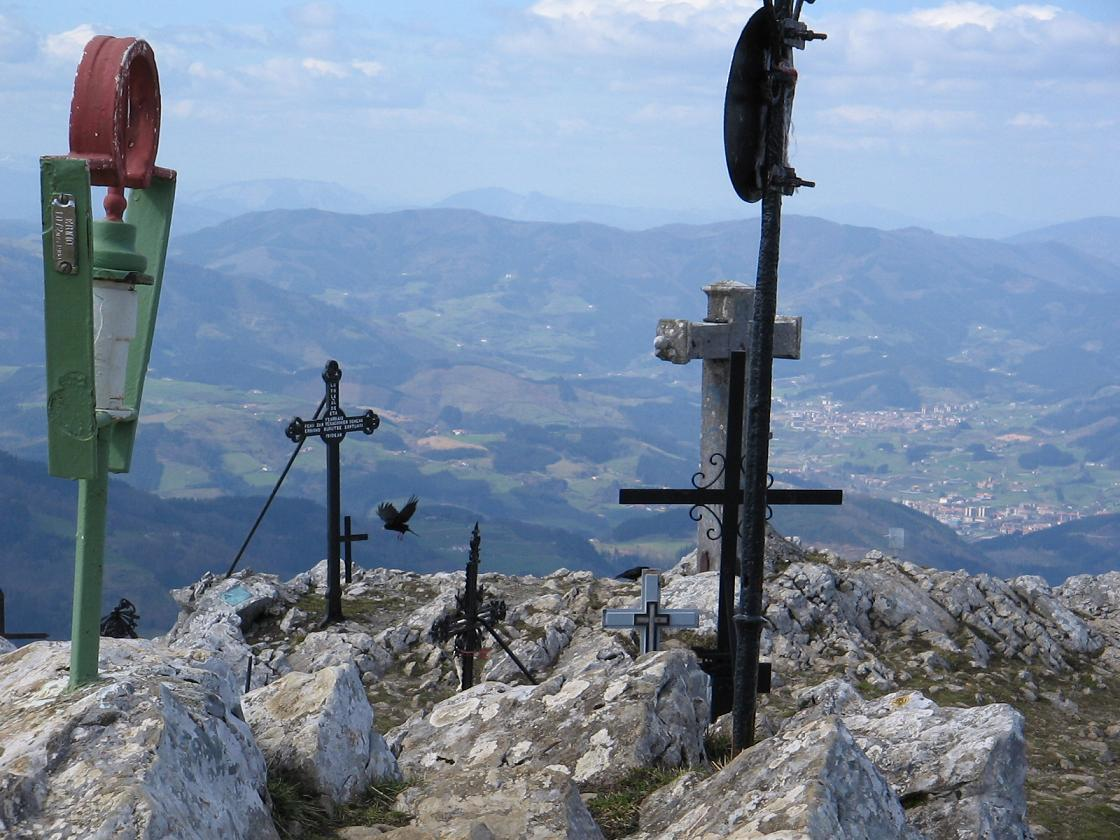
Crosses at the top of Hernio, with Azpeitia and Azkoitia down on the right